# Håkan Lans
Anders Håkan Lans (* 2. November 1947 in Enskede) ist ein schwedischer Ingenieur und Erfinder. 
Er erfand den Farb-Grafik-Prozessor (U.S. Patent 4,303,986 Data processing system and apparatus for color graphics display) und das Grafiktablett. 
Er erfand ferner das Vielfachzugriffsverfahren STDMA (Self Organisation Time Division Multiple Access), das z. B. in den Funksystemen Automatic Identification System und VDL Mode 4 Verwendung findet.
Die vergangenen zehn Jahre verbrachte er mit einem Patentstreit zu seiner Computergrafik. Einige Unternehmen wie Compaq, Gateway und Hewlett Packard hatten Lizenzgebühren nicht bezahlt und angeblich das Patent verletzt. Er klagte dann als Privatperson wegen der Patentrechtsverletzungen. Die Beklagten entgegneten, dass die Patente seinem Unternehmen Uniboard AB zugewiesen sind, und er verlor den Prozess. 
Er besitzt ferner das Unternehmen GP&C Systems International AB.

## Auszeichnungen
- 1995: Polhem-Preis